# Nasroellah Khan
Nasroellah Khan (Samarkand, 7 april 1874 - Kabul, 31 mei 1920) was van 19 tot 28 februari 1919 emir van Afghanistan.
Nasroellah zou in 1919 als erfgenaam en opvolger van zijn vermoorde broer Habiboellah de Afghaanse troon bestijgen. Zijn neef en opvolger Amanoellah, die destijds gouverneur van Kabul was, greep echter meteen de macht. Een jaar na die coup liet de nieuwe emir zijn oom doden.